# Сопляков, Михаил Игнатьевич
Михаил Игнатьевич Сопляков (1914—1995) — Гвардии капитан Советской Армии, участник Великой Отечественной войны, Герой Советского Союза (1943).

## Биография
Михаил Сопляков родился 23 мая 1914 года в Минеральных Водах. После окончания семи классов школы проживал и работал в Воронеже. В 1937 году Сопляков был призван на службу в Рабоче-крестьянскую Красную Армию, однако в том же году был демобилизован. В июле 1941 года он повторно был призван в армию. В том же году Сопляков окончил Гомельское пехотно-пулемётное училище. С апреля 1942 года — на фронтах Великой Отечественной войны.
К сентябрю 1943 года гвардии старший лейтенант Михаил Сопляков был заместителем командира батальона 24-й гвардейской механизированной бригады, 7-го гвардейского механизированного корпуса, 60-й армии, Центрального фронта. Отличился во время битвы за Днепр. 29 сентября 1943 года Сопляков одним из первых переправился через Днепр в районе села Домантово, Чернобыльского района, Киевской области, Украинской ССР и принял активное участие в боях за захват и удержание плацдарма на его западном берегу. Заменив собой командира одной из рот, он принял участие в штурме сёл Домантово и Городище.
Указом Президиума Верховного Совета СССР от 17 октября 1943 года гвардии старший лейтенант Михаил Сопляков был удостоен высокого звания Героя Советского Союза с вручением ордена Ленина и медали «Золотая Звезда».
В 1947 году в звании гвардии капитана Сопляков был уволен в запас. Проживал и работал в Воронеже. Умер 26 июля 1995 года.

## Награды
Был также награждён орденами Отечественной войны 1-й степени и Красной Звезды, рядом медалей.

## Память

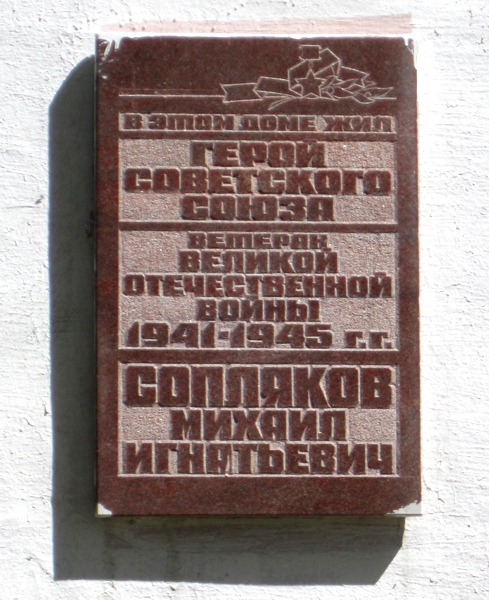
Мемориальная доска

- Мемориальная доска в Воронеже (улица Минская, дом 25).